# Morte e Trasfigurazione

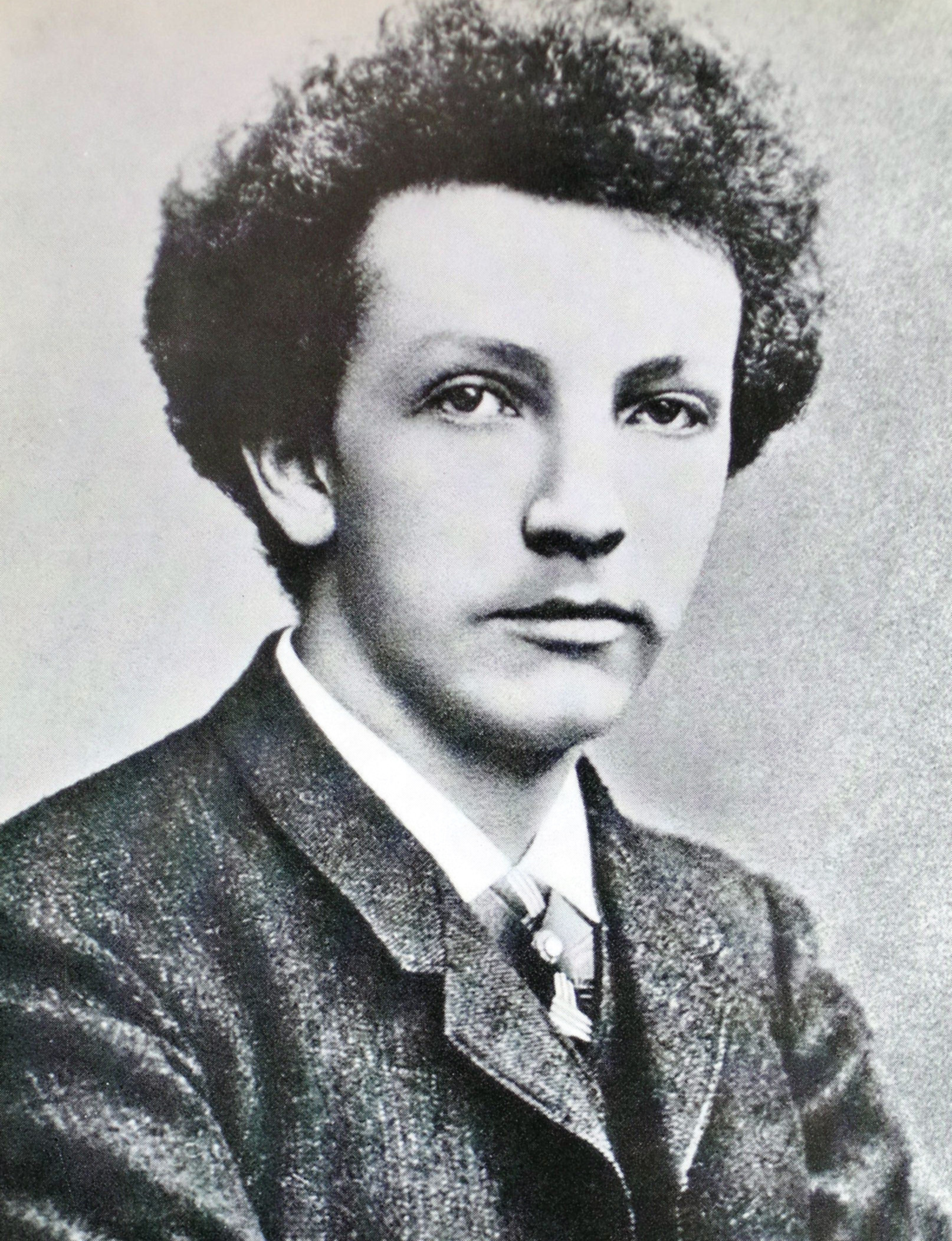
Richard Strauss nel 1888.

Morte e Trasfigurazione (in tedesco Tod und Verklärung), Op. 24, è un breve poema per grande orchestra di Richard Strauss. Strauss iniziò la composizione nella tarda estate del 1888 e completò il lavoro il 18 novembre 1889. L'opera è dedicata a Friedrich Rosch, amico del compositore.
La musica rappresenta la morte di un artista. Su richiesta dello stesso Strauss, l'amico Alexander Ritter si ispirò alla composizione e ne tradusse in versi il significato. Mentre l'uomo giace morente, i pensieri della sua vita riaffiorano nella memoria: l'innocenza della sua infanzia, le lotte della sua virilità, il raggiungimento dei suoi obiettivi mondani e, alla fine, il conseguimento della sospirata trasfigurazione "dall'infinita grandezza del cielo".

## Storia delle esecuzioni
Strauss diresse la prima il 21 giugno 1890 al Festival di Eisenach (nello stesso programma ci fu anche la prima esecuzione della sua Burleske per pianoforte e orchestra). Diresse inoltre questo lavoro per la sua prima esecuzione in Inghilterra, il 15 giugno 1897 alla Queen's Hall di Londra.

## Reazione della critica
Il critico musicale inglese Ernest Newman descrisse il poema come una musica per cui non si vorrebbe morire o svegliarsi. "È troppo spettacolare, troppo brillantemente illuminata, troppo piena dello sfarzo di una folla, mentre si tratta di un viaggio che si deve fare molto tranquillamente, e da solo".

## Struttura
Ci sono quattro parti (con i pensieri poetici di Ritter condensati):
- Largo (Il malato, prossimo alla morte)
- Allegro molto agitato (La battaglia tra la vita e la morte non offre alcuna tregua all'uomo)
- Meno mosso (La vita del morente passò davanti a lui)
- Moderato (La ricercata Trasfigurazione)

Una esecuzione tipica dura circa 25 minuti.

## Organico
Il lavoro è scritto per una grande orchestra con i seguenti strumenti: 3 flauti, 2 oboi, corno inglese, 2 clarinetti in Si bemolle, clarinetto basso, 2 fagotti, controfagotti, 4 corni francesi in Fa, 3 trombe in Fa e Do, 3 tromboni, tuba, timpani, tam-tam, 2 arpe, violini i e ii, viole, 2 violoncelli, contrabbassi.

## Citazioni
In una delle ultime composizioni di Strauss, "Im Abendrot" dai Vier letzte Lieder, Strauss richiama in maniera toccante il "tema della Trasfigurazione" dal suo breve poema di 60 anni prima, durante e dopo il verso finale del soprano, "Ist dies etwa der Tod?" (È questa forse la morte?).
Poco prima della sua morte, faceva osservare che la sua musica era assolutamente corretta; i suoi sentimenti rispecchiavano quelli dell'artista rappresentato all'interno; Strauss disse a sua nuora, mentre giaceva sul letto di morte nel 1949: "È una cosa strana, Alice: morire è proprio come l'ho composto in Tod und Verklärung".

## Discografia
| Direttore              | Orchestra                                             | Registrato    |
| ---------------------- | ----------------------------------------------------- | ------------- |
| Albert Coates          | London Symphony Orchestra                             | 1928          |
| Richard Strauss        | Staatskapelle Berlin                                  | 193?          |
| Leopold Stokowski      | Philadelphia Orchestra                                | 1934          |
| Richard Strauss        | Orchestra della Radio di Monaco                       | 1937          |
| Victor de Sabata       | Berliner Philharmoniker                               | 1939          |
| Willem Mengelberg      | Orchestra reale del Concertgebouw                     | 1942          |
| Arturo Toscanini       | Orchestra di Filadelfia                               | 1942          |
| Leopold Stokowski      | Orchestra Sinfonica di New York                       | 1944          |
| Richard Strauss        | Wiener Philharmoniker                                 | 1944          |
| Eugene Ormandy         | Orchestra di Filadelfia                               | 1945          |
| Fritz Reiner           | Chicago Symphony Orchestra                            | 1950          |
| Arturo Toscanini       | NBC Symphony Orchestra                                | 1952          |
| Wilhelm Furtwängler    | Wiener Philharmoniker                                 | 1953          |
| Victor de Sabata       | Wiener Philharmoniker                                 | 1953          |
| Herbert von Karajan    | Philharmonia Orchestra                                | 2/3 June 1953 |
| Jascha Horenstein      | Sinfonica di Bamberg                                  | 1954          |
| William Steinberg      | Pittsburgh Symphony Orchestra                         | 1954          |
| Karl Böhm              | Orchestra reale del Concertgebouw                     | 1955          |
| Hans Knappertsbusch    | Orchestre de la Société des Concerts du Conservatoire | 7/8 May 1956  |
| Fritz Reiner           | Wiener Philharmoniker                                 | 1956          |
| Artur Rodziński        | Philharmonia Orchestra                                | 1957          |
| George Szell           | Orchestra di Cleveland                                | 1957          |
| Antal Doráti           | Orchestra sinfonica di Minneapolis                    | 1958          |
| Eugene Ormandy         | Orchestra di Filadelfia                               | 1959          |
| Herbert von Karajan    | Wiener Philharmoniker                                 | 1960          |
| Pierre Monteux         | San Francisco Symphony                                | 23 Jan 1960   |
| Otto Klemperer         | Philharmonia Orchestra                                | 1961          |
| Erich Leinsdorf        | Los Angeles Philharmonic Orchestra                    | 1961          |
| Zdeněk Košler          | Orchestra Sinfonica di Praga                          | 1967          |
| Jascha Horenstein      | London Symphony Orchestra                             | 1970          |
| Rudolf Kempe           | Sächsische Staatskapelle Dresden                      | 1970          |
| Lorin Maazel           | Philharmonia Orchestra                                | 1971          |
| Herbert von Karajan    | Berliner Philharmoniker                               | 1972          |
| Eugene Ormandy         | Orchestra di Filadelfia                               | 1978          |
| Lorin Maazel           | Cleveland Orchestra                                   | 1979          |
| Antal Doráti           | Orchestra Sinfonica di Detroit                        | 1980          |
| Klaus Tennstedt        | London Philharmonic Orchestra                         | 1980?         |
| Claudio Abbado         | London Symphony Orchestra                             | 1981          |
| Bernard Haitink        | Orchestra reale del Concertgebouw                     | 1981          |
| Eduardo Mata           | Orchestra sinfonica di Dallas                         | 1981          |
| Kazuyoshi Akiyama      | Orchestra Sinfonica di Vancouver                      | 1982          |
| Sergiu Celibidache     | Orchestra Sinfonica di Radio Stoccarda                | 1982          |
| Herbert von Karajan    | Berliner Philharmoniker                               | 1982          |
| Michael Gielen         | Orchestra Sinfonica di Cincinnati                     | 1984          |
| André Previn           | Wiener Philharmoniker                                 | 1987          |
| Giuseppe Sinopoli      | New York Philharmonic                                 | 1987          |
| Christoph von Dohnányi | Wiener Philharmoniker                                 | 1989          |
| Neeme Järvi            | Royal Scottish National Orchestra                     | 1989          |
| Tolga Kashif           | Philharmonia Orchestra                                | 1989          |
| Zdeněk Košler          | Orchestra Filarmonica Slovacca                        | 1989          |
| Yondani Butt           | London Symphony Orchestra                             | 1990          |
| James Levine           | Metropolitan Opera House                              | 1995          |
| Lorin Maazel           | Orchestra sinfonica della radio bavarese              | 1995          |
| Hartmut Haenchen       | Orchestra Filarmonica dei Paesi Bassi                 | 1996          |
| Jesús López-Cobos      | Orchestra Sinfonica di Cincinnati                     | 1997          |
| Kurt Masur             | New York Philharmonic                                 | 1998          |
| David Zinman           | Orchestra della Tonhalle di Zurigo                    | 2001          |
| Lorin Maazel           | New York Philharmonic                                 | 2005          |
| Donald Runnicles       | Atlanta Symphony Orchestra                            | 2006          |
| Johannes Fritzsch      | Orchestra Sinfonica del Queensland                    | 2008          |
| Manfred Honeck         | Orchestra Sinfonica di Pittsburgh                     | 2013          |